# Richard Lambourne
Richard Edward Lambourne (Louisville, 6 maggio 1975) è un pallavolista statunitense.
Gioca nel ruolo di libero. Attualmente si dedica solo alla nazionale.

## Carriera
Originario del Kentucky, Lambourne cresce però a Tustin (California), dove frequenta la Foothill High School. All'età di 6 anni soffre un brutto incidente mentre era sulla sua bicicletta, con la fuoriuscita dell'osso all'altezza della spalla e una bruttissima ferita alla parte destra del volto. Ha svolto una missione in Hokkaidō, Giappone, per la Chiesa di Gesù Cristo dei santi degli ultimi giorni, grazie anche alla sua perfetta conoscenza del giapponese studiato alla Brigham Young University.
Tra il 1997 ed il 2000 gioca nella squadra di pallavolo di tale università, con cui conquista la prima Division I NCAA della sua storia nel 1999, giocando come schiacciatore. Nel novembre del 2000, viene convocato per la prima volta in nazionale.
Tra il 2001 ed il 2003 gioca in Austria, nel Vienna hotVolleys. In entrambe le stagioni vince la 1.Bundesliga e la Coppa d'Austria. Nello stesso periodo gioca due volte la finale del campionato nordamericano: nel 2001 vince la medaglia d'argento, venendo anche premiato per la migliore difesa, mentre nel 2003 riesce a conquistare la medaglia d'oro.
Nelle stagioni successive gioca senza molta fortuna nella Dynamo Apeldoorn, nel Gymnastikos Syllogos Lamia e nel Maaseik; tuttavia, continua a vincere diverse medaglie con la nazionale: nel 2005 vince nuovamente la medaglia d'oro al campionato nordamericano, la medaglia d'oro alla Coppa America, dove viene premiato come miglior libero, e la medaglia d'argento alla Grand Champions Cup; nel 2006 vince la medaglia d'oro alla Coppa Panamericana.
Tra il 2006 ed il 2008 gioca due stagioni nel campionato polacco, con la maglia dell'AZS UWM Olsztyn, ma senza ottenere grandi risultati. Con la nazionale vince nuovamente diverse medaglie: nel 2007 vince la medaglia d'oro alla Coppa America e al campionato nordamericano, la medaglia d'argento ai XV Giochi panamericani e la medaglia di bronzo nella World League, ricevendo anche il premio come miglior libero; nel 2008 gioca la sua migliore stagione, vince la medaglia d'oro nella World League e, soprattutto, ai Giochi della XXIX Olimpiade, venendo premiato in entrambe le occasioni come miglior libero.
Dopo i Giochi olimpici viene ingaggiato nel campionato russo, dal Volejbol'nyj Klub Lokomotiv-Belogor'e, dove gioca per una sola stagione. Nell'estate del 2009 gioca la finale del campionato nordamericano, perdendo contro Cuba, e torna in Polonia, per giocare nel Łuczniczka Bydgoszcz. A gennaio del 2011 viene ingaggiato durante il mercato di riparazione dal Klub Sportowy Fart Kielce. Sempre nello stesso anno gioca finale continentale consecutiva, perdendo nuovamente contro Cuba. Nel 2012 è finalista alla World League, dove esce sconfitto contro la Polonia; viene poi ingaggiato dall'Al-Arabi Sports Club per la sola Coppa del Mondo per club, dopo la quale torna a dedicarsi alla nazionale.

## Palmarès

### Club
- NCAA Division I: 1

1999
- Campionato austriaco: 2

2001-02, 2002-03
- Coppa d'Austria: 2

2001-02, 2002-03

### Nazionale (competizioni minori)
- Coppa America 2005
- Coppa Panamericana 2006
- Coppa America 2007
- XV Giochi panamericani 2007

### Premi individuali
- 2001 - Campionato nordamericano: Miglior ricezione
- 2005 - Coppa America: Miglior libero
- 2005 - Qualificazioni al campionato mondiale 2006: Miglior ricezione
- 2006 - Coppa Panamericana: Miglior difesa
- 2007 - World League: Miglior libero
- 2008 - Qualificazioni ai Giochi della XXIX Olimpiade: Miglior libero
- 2008 - Qualificazioni ai Giochi della XXIX Olimpiade: Miglior ricezione
- 2008 - World League: Miglior libero
- 2009 - Qualificazioni al campionato mondiale 2010: Miglior difesa
- 2009 - Qualificazioni al campionato mondiale 2010: Miglior libero
- 2009 - Qualificazioni al campionato mondiale 2010: Miglior ricezione